# 文怀沙
文怀沙（1910年1月15日—2018年6月23日），原名哲渠，字贯之，后改名奫，字怀沙，以字行，斋名燕堂，号燕叟，笔名有王耳、司空无忌等，中国诗人、学者、《楚辞》研究者。生前为上海大学文学院名誉院长、西北大学“唐文化国际研究中心”名誉主席、中国诗书画研究院名誉院长、黾学院名誉院长等。

## 生平
文怀沙出生于北京，祖籍湖南。父亲文稠，先后任淞沪警备司令部少校参谋、安徽省皖南行署总务科科长、安徽省公路局皖南养路处主任，东南补给区司令部运输处副处长。母亲淦智远，根据1980年聂绀弩所写《淦智老人九十七》，于1882年出生，1986年9月25日于北京去世。
少年时随母亲迁居杭州，拜徐自华为师，后入章太炎学院学习；抗战爆发后，以战地记者的身份活跃在皖南、桂林、重庆等地，时有诗歌、散文、杂文、译文发表。后在上海棠棣书店担任文字编辑，化名王耳。
中共建国后，文怀沙在人民文学出版社工作。1950年在中央人民广播电台主讲《中国古典文学讲座》。1951年与程千帆、沈祖棻、俞平伯、周汝昌等人共事，参与编著《中国古典文学研究丛刊》。1953年入中国青年艺术剧院工作。
1957年寄自己的诗给陈企霞，后丁玲、陈企霞被打成“反党集团”，文亦受其牵连。1963年12月被判处劳教一年，1964年5月被关押。文怀沙自称因“说怪话”、“反革命”、“讽刺江青”，所以才被加重刑罚。
文化大革命结束后继续诗文创作，并与文人学者来往。90年代受聘担任西北大学“唐文化国际研究中心名誉主席”、中国诗书画研究院名誉院长。
2007年12月，联合国教科文民间艺术国际组织授予文怀沙“杰出文化贡献奖”；2018年6月23日去世。

## 争议
2009年2月18日，《北京晚报》刊登学者李辉对文怀沙的年龄、入狱原因等问题的质疑文章，《北京晚报》在刊发文章的同时编加“按语”。随即，大量学者如钱理群，桑兵、柳白等，纷纷发表自己的质疑。数家网站进行调查，大量网友认为文怀沙有伪造年龄，经历，学历，学术水准的欺世盗名之嫌。
2月20日，文怀沙通过凤凰网的采访宣读了自己的二百余字声明，以文言文写成。称：“岂能尽如人意，但求无愧我心”，但没有正面回答任何质疑。2月22日《北京晚报》刊登《文怀沙父子回应质疑》，并加了一段编者的话：“昨天傍晚，文怀沙家属向本报提供了文怀沙启事、文怀沙之子文斯以及友人赵缺先生的三篇文章，回应李辉质疑。本报来函照登，以飨读者。——编者”。
2009年“李辉质疑文怀沙”事件发生之后，张贤亮、陶斯亮、高占祥、沈鹏等人对文怀沙表示慰问；5月，文怀沙在《亚妮专访》系列音像作品签售活动，用“甲个套底，贼个套底，岂有他哉，如是而已”十六个字，回应媒体对“李辉质疑事件”的提问，但拒绝李辉提出的三个问题。

## 作品
主要作品有《上苑春风代序》（1943年）、《英雄白兹诃夫》（1944年，署名司空无忌）、《一年来桂渝文坛杂话》（1944年）、《鲁迅旧诗新诠》（1946年，署名司空无忌）、《屈原〈离骚〉今绎》（1950年）、《屈原〈九章〉今绎》、《屈原〈九歌〉今绎》（1952年）、《屈原〈招魂〉新绎》（1962年）、《宝学悬解》（1992年）、《文怀沙序跋集》（2001年）、《隋唐文明》（2004年）、《屈骚流韵》（2005年）、《文怀沙书法集》（2006年）。